# L
La L o l (chiamata elle in italiano) è la decima lettera dell'alfabeto italiano e la dodicesima dell'alfabeto latino moderno.
[l] rappresenta anche una consonante laterale alveolare nell'alfabeto fonetico internazionale.

## Storia
| S39 |

| S39 |

La lettera L deriva dalla semitica lamed, che rappresentava il valore fonetico [l], così come la lettera greca lambda Λ (maiuscola) o λ (minuscola), e come l'equivalente lettera etrusca e latina.

## Informatica
- In Unicode la L maiuscola ha il codice U+004C mentre la l minuscola ha il codice U+006C.
- Il codice ASCII della L è 76, quello della l è 108; i corrispettivi valori binari sono: 01001100 e 01101100.
- Il codice EBCDIC per la L è 211, per la l è 147.
- I riferimenti numerici in HTML e XML sono "&#76;" e "&#108;", rispettivamente per la maiuscola e la minuscola.